# IHI Corporation
IHI Corporation (яп. 株式会社IHI Кабусики-гайся IHI), ранее называвшаяся Ishikawajima-Harima Heavy Industries Co., Ltd. (яп. 石川島播磨重工業株式会社 Исикавадзима харима дзю:ко:гё: кабусики-гайся), — японская компания, производящая корабли, авиационные двигатели, турбонаддувы для автомобилей, промышленные машины, котлы для электростанций и другое оборудование.

## История
До 1945 года существовали отдельные компании: в 1853 году была основана компания Ishikawajima Shipyard, построившая в 1856 году по приказу сёгуната Токугава судно Асахи-мару, в 1876 году — Ishikawajima Hirano Shipyard, в 1889 году — Ishikawajima Shipbuilding & Engineering Co., Ltd., в 1907 году — Harima Dock Co., Ltd., в 1924 году — Ishikawajima Aircraft Manufacturing Co., Ltd. (в дальнейшем New Tachikawa Aircraft Co., Ltd.), в 1936 году — Ishikawajima Shibaura Turbine Co., Ltd., в 1941 году — Nagoya Shipbuilding Co., Ltd.
В 1945 году компания Ishikawajima Hirano Shipyard после смены двух названий основала компанию Ishikawajima Heavy Industries Co., Ltd. В 1954 году в результате отделения от Harima Shipbuilding & Engineering Co., Ltd. была основана Kure Shipbuilding & Engineering Co., Ltd.
В 1959 году создано предприятие Ishikawajima Brazil Shipyard (Ishibras) в Бразилии, одна из крупнейших бразильских судоверфей в Рио-де-Жанейро.
В 1960 году произошло слияние Ishikawajima Heavy Industries Co., Ltd. и Harima Shipbuilding & Engineering Co., Ltd. в компанию Ishikawajima-Harima Heavy Industries Co., Ltd. (IHI, «Исикавадзима-харима хеви индастриз компани лимитед», или «Исикавадзима-харимадзюкогё»).
В 1963 году корпорация IHI запустила судостроительную промышленность Сингапура, когда 25 апреля была основана компания Jurong Shipyard Ltd. (JLS) как смешанное предприятие с участием сингапурского правительства, представленного Economic Development Board (EDB), и IHI с капиталом в 30 млн сингапурских долл. В 1972 году открыта судоверфь в Джуронге по постройке и ремонту судов. Верфь начала производить суда водоизмещением 14 тыс. т типа Freedom («Фридом»), а позднее — танкеры водоизмещением 90 тысяч т.
Судоверфь компании занимала площадь около 200 тыс. м² на острове Самулун, имела 2 сухих дока для судов тоннажем 90 тыс. т дедвейт и 100 тыс. т, плавучий док подъемной силой 1700 т и слип для судов. В настоящее время — одна из верфей корпорации Sembcorp.
Но Сингапур не производил ни двигателей, ни листового проката, импортируя их из Японии, и после постройки 16 судов типа Freedom и 3 танкеров строительство судов более 10 тыс. т было прекращено — судоремонт был выгоднее.
В 1970-х годах в Кувейте компания IHI вложила средства в строительство комплекса по опреснению воды стоимостью в 13 млрд иен.
В 1986 году компания Хонда создала двигатель RA166E с турбонаддувом от IHI — один из самых удачных турбодвигателей «первой турбоэры» Формулы 1.
В 2007 году компания сменила название на IHI Corporation.

## Предприятия в Японии
- Soma No.1 Aero-Engine Works
- Soma No.2 Aero-Engine Works
- Sunamachi Works
- Mizuho Aero-Engine Works
- Yokohama Nuclear & Chemical Components Works
- Yokohama Machinery Works
- Aichi Works
- Aioi Works
- Aioi Casting Workshop
- Kure Aero-Engine & Turbo Machinery Works[6]